# Розен, Тимо
Тимо Розен (нидерл. Timo Roosen; род. 11 января 1993 года в Тилбурге, Нидерланды) — нидерландский профессиональный шоссейный велогонщик, выступающий за команду «Jumbo-Visma».

## Достижения
2013
1-й — Этап 1 Тур Берлина
2014
1-й  Спринтерская классификация Стер ЗЛМ Тур
2-й Крейз Брейз Элит
1-й  Молодежная классификация
1-й — Этап 3
2017
1-й Такс Про Классик
3-й Тур Фьордов
1-й — Этап 2
2018
4-й Гран-при Квебека
5-й Гран-при Монреаля
2019
2-й Чемпионат Фландрии
3-й Фамен Арден Классик
8-й Гран-при Квебека

## Статистика выступлений

### Гран-туры
| Гонка           | 2016 | 2016 | 2017 | 2018 |
| --------------- | ---- | ---- | ---- | ---- |
| Джиро д'Италия  | —    | —    | —    | —    |
| Тур де Франс    | —    | 111  | НФ   | 137  |
| Вуэльта Испании | 95   | —    | —    | —    |

| —  | Не участвовал  |
| НФ | Не финишировал |